# Bohdan Danyło
Bohdan Danyło (ur. 27 maja 1971 w Giżycku) – duchowny Kościoła katolickiego obrządku bizantyjsko-ukraińskiego, od 2014 ordynariusz eparchii parmeńskiej.

## Życiorys
Ukończył studia filozoficzne w Lublinie, następnie teologię na Catholic University of Washington i 1 października 1996 został wyświęcony na kapłana w eparchii Stamford. Kontynuował studia na Academy of St. Vladimir's Theological Crestwood i Uniwersytecie św. Tomasza z Akwinu w Rzymie. W 2005 objął funkcję rektora greckokatolickiego seminarium duchownego w Stamford. Posługuje się językami: polskim, ukraińskim, rosyjskim i angielskim.
7 sierpnia 2014 otrzymał nominację na eparchę Parmy. Chirotonii udzielił mu 4 listopada 2014 arcybiskup Światosław Szewczuk.